# ワイルド・ウエスト・ショー

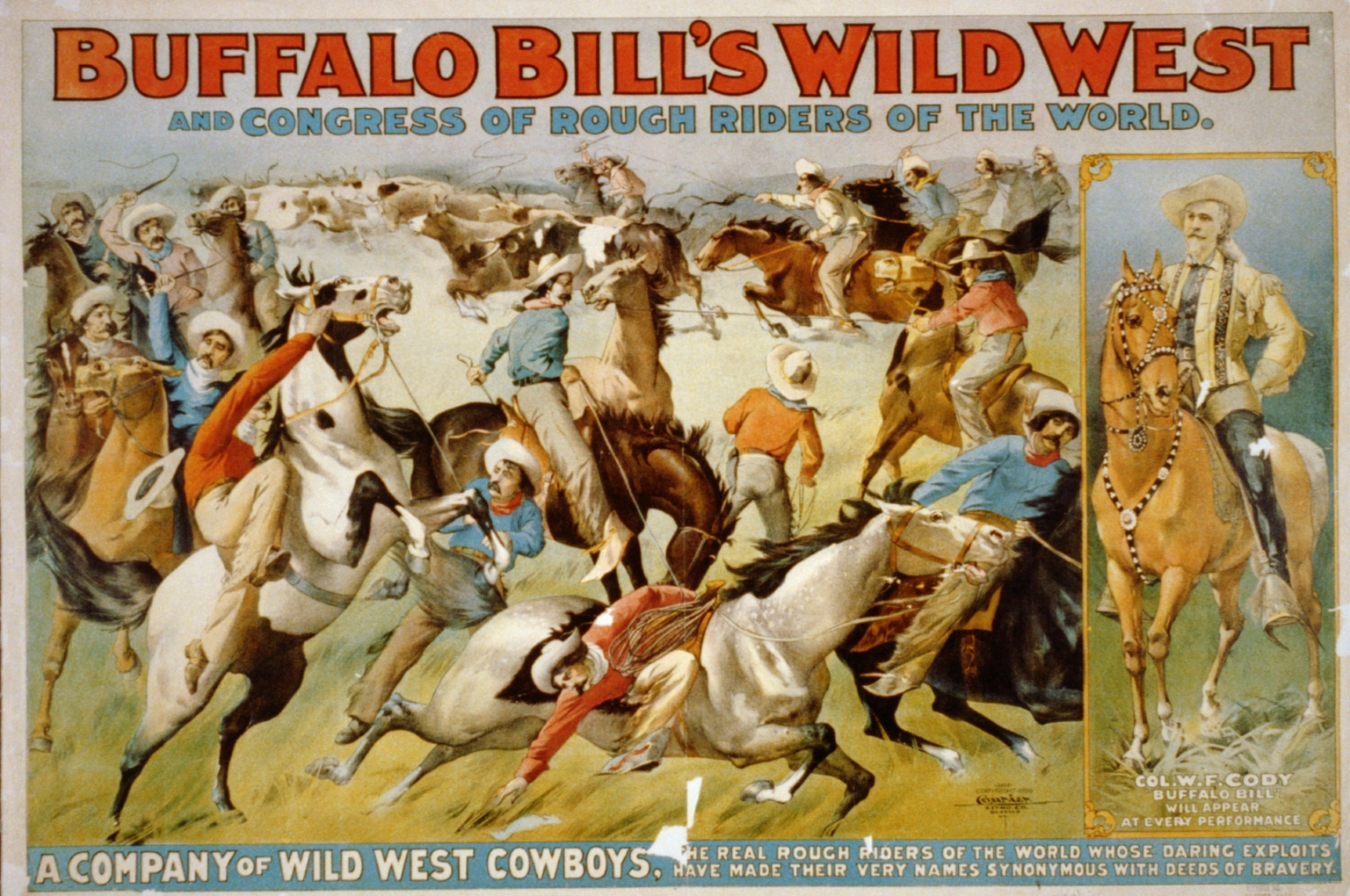
Buffalo Bill's Wild West and Congress of Rough Riders of the World - 牛や馬に乗るカウボーイたちが描かれたポスター。右はバッファロー・ビル。 (1899年頃)

ワイルド・ウエスト・ショー (Wild West shows) は、1870年代から1920年代にアメリカ合衆国およびヨーロッパを巡業していたヴォードヴィル・ショー。当初は舞台で開催されていたが、のちに屋外の広場で開催されるようになった。アメリカ合衆国西部のカウボーイ、プレーンズ・インディアン、軍隊、アウトロー、野生動物のステレオタイプを演出していた。実際のできごと、実在の人物を基にしていたが、誇張したり架空のものを創造することもあった。
特にネイティブ・アメリカンについては誇張され、都合よく描かれていた。多くの西部の演者が登場し、西部開拓時代の演出を広めた。

## 経緯

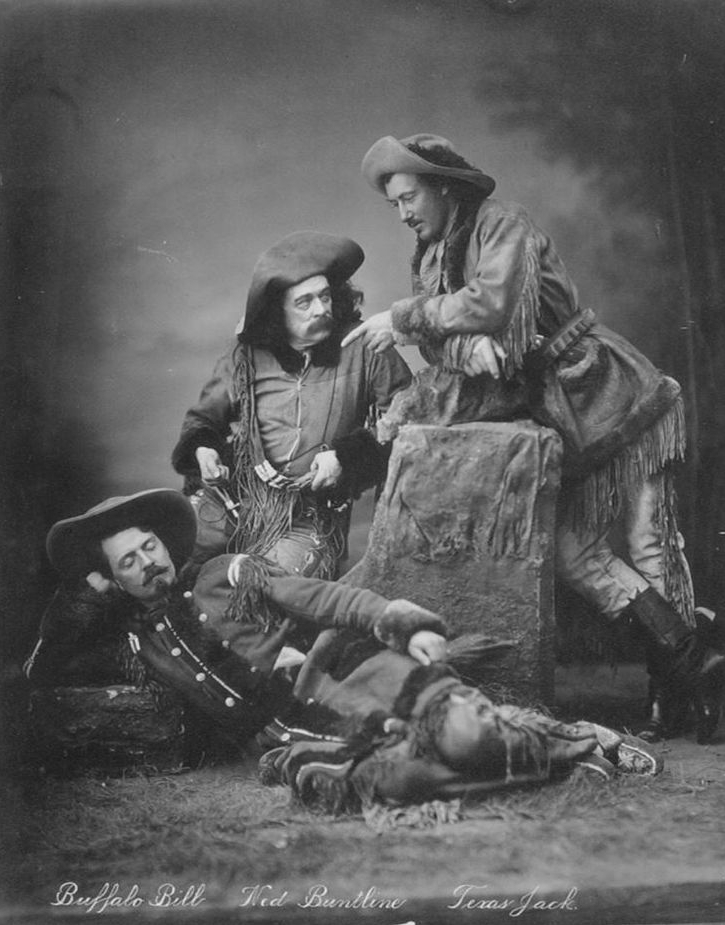
The Scouts of the Prairie - バッファロー・ビル、ネッド・バントライン、テキサス・ジャック・オモハンドロ。 (1872年頃)

19世紀、南北戦争後、安価なダイムノヴェル等で西部開拓時代が描かれ、フロンティア生活が広く知られるようになった。1869年、作家のネッド・バントラインがカリフォルニアからネブラスカに向かう汽車の中でバッファロー・ハンター、アメリカ陸軍斥候兵、ガイドであったウィリアム・F・バッファロー・ビル・コーディと出会い、彼についての小説「Buffalo Bill, the King of Border Men」を執筆した。1872年12月、この小説は「The Scouts of the Prairie」として舞台化され、シカゴで初演された。バントライン、コーディ、テキサス・ジャック・オモハンドロのほか、イタリア生まれのバレリーナであるジュゼッピーナ・モルラッキが出演し、2年間全米の劇場を巡業した。
バントラインが降板し、1874年、コーディは「バッファロー・ビル・コンビネーション」を創立し、休演中は数々の平原を訪れていた。新作「Scouts of the Plains」でワイルド・ビル・ヒコックが主演することとなった。しかしヒコックは舞台に馴染めず、1度出演しただけで自分に当たるスポットライトを撃って降板した。
1877年、テキサス・ジャックはコーディのもとを離れ、セントルイスで自身の団体「テキサス・ジャック・コンビネーション」を創立し、1877年5月、「Texas Jack in the Black Hills」を初演した。その後「The Trapper's Daughter」や「Life on the Border」を上演した。
1883年、コーディは「バッファロー・ビルズ・ワイルド・ウエスト」を創立し、年に1度屋外で巡業するようになった。野生動物が登場するアクションシーンのほか、トリック、実際のできごとの再現などが上演された。フロンティアの実在の人物も登場した。トリック射撃など様々な撃ち方を披露する射撃ショーも行われた。カウボーイによる、様々な動物を使用した荒々しく危険なロデオも上演された。これがワイルド・ウエスト・ショーの原型となり、実際の戦争の再現、西部の特色、狩猟などが追加されて1915年まで続いた。

## バッファロー・ビルズ・ワイルド・ウエスト

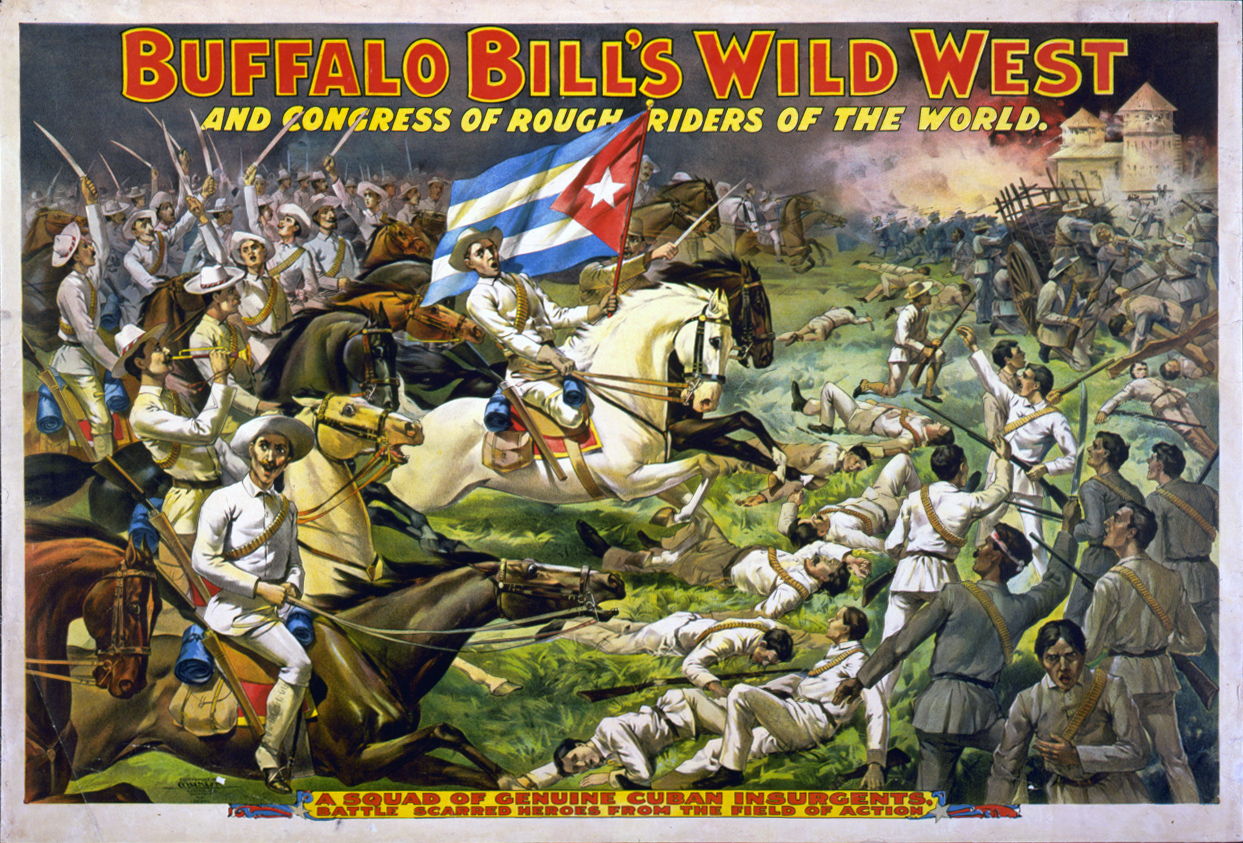
キューバの反乱軍との戦いを描いた「Buffalo Bill's Wild West and Congress of Rough Riders of the World」のポスター。1898年頃

1883年、ネブラスカ州ノースプラットにおいて、バッファロー・ビル自身の実生活を屋外西部劇に投影した「バッファロー・ビルズ・ワイルド・ウエスト」が創立された。アリゾナ・ジョン・バークが広報として雇われ、セレブリティによる宣伝、プレスキット、売名行為、劇評、看板、特許など当時の最新の宣伝方法を駆使し、人気獲得に貢献した。
1887年から1892年の間に4回、1902年から1906年の間に4回の計8回、「バッファロー・ビルズ・ワイルド・ウエスト」欧州公演が行われた。
1887年の第1回欧州公演はヴィクトリア女王即位50周年ゴールデン・ジュビリーのアメリカの出し物の一環としての上演であった。当時皇太子であったエドワード7世は事前にプライベートで観劇し、ヴィクトリア女王の御前公演にふさわしいと判断した。女王はこの公演および出演者との会話を満喫し、1887年6月20日にゴールデン・ジュビリーの来客のために再度の御前公演を設定した。のちのヴィルヘルム2世、ジョージ5世ほかヨーロッパ全土の皇族が観劇した。1887年10月、チケット売り上げ250万枚、300回上演後に好評のロンドン公演が閉幕した。バーミングハム、マンチェスターを巡業し、1888年5月、アメリカに戻り短期間の夏公演を開催した。1891年から1892年、再度ヨーロッパに渡り、カーディフ、ウェールズ、グラスゴー、スコットランドなどを巡業した。
1893年、コーディは題名を「Buffalo Bill's Wild West and Congress of Rough Riders of the World 」に変更し、18,000名が来場するシカゴ万国博覧会で上演した。この公演は大いに成功したが、再演されることはなかった。同年、万博においてウィスコンシン大学のフレデリック・ターナー教授はアメリカの歴史の第一段階を終えたとして「開拓時代は終了した」と語った。

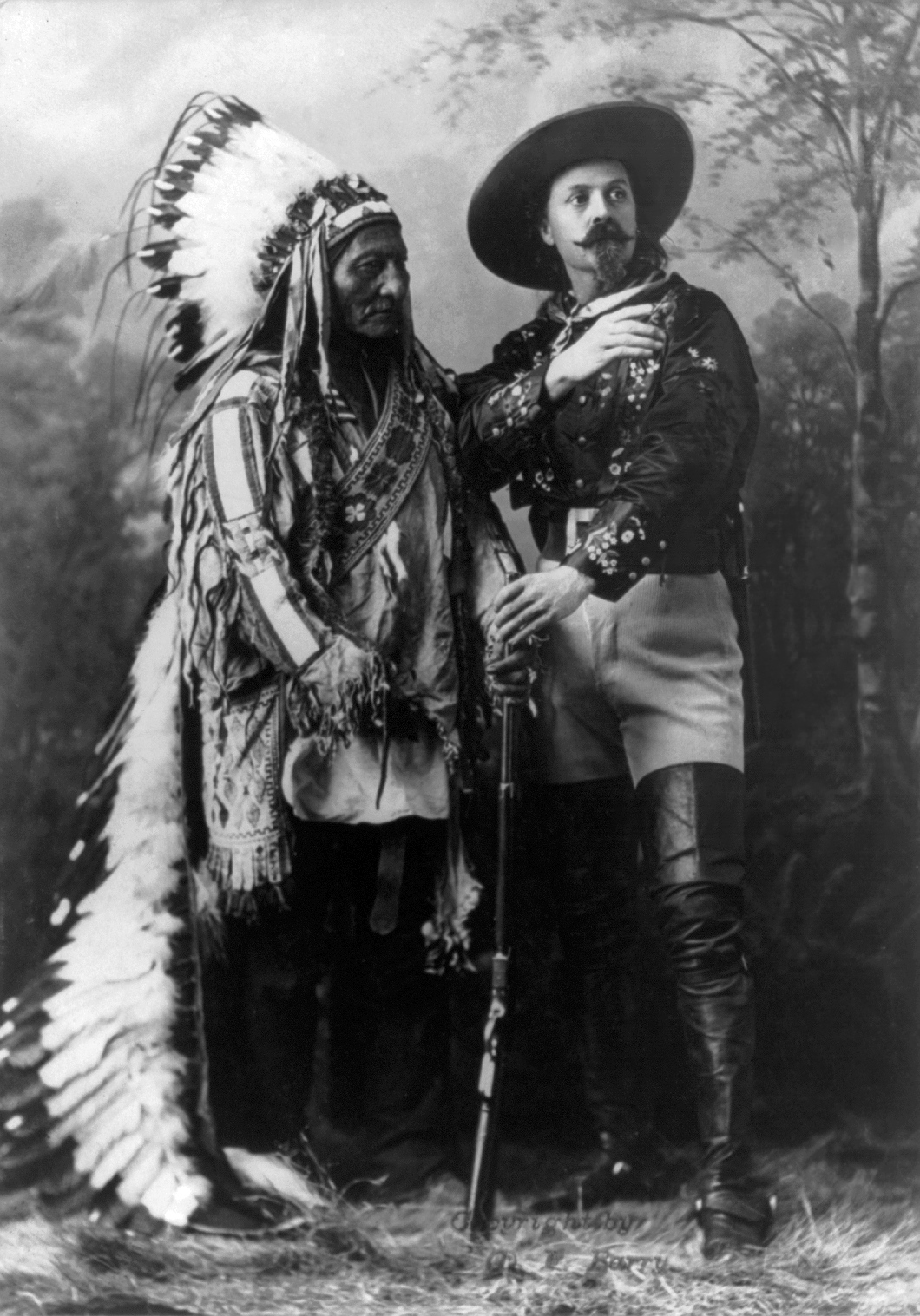
1885年、シッティング・ブルとバッファロー・ビル

1902年12月、14週の欧州公演において「バッファロー・ビルズ・ワイルド・ウエスト」を再演し、エドワード7世およびのちのジョージ5世が観劇した。1902年から1903年、および1904年でグレートブリテンのほぼ全市を巡業した。1905年4月、パリにて2ヶ月間の巡業が開幕し、12月までフランス周辺を巡業した。1906年3月4日、最後の巡業がフランスで開幕し、2ヶ月間のイタリア巡業が行われた。続いて東に向かい、オーストリア、バルカン半島、ハンガリー、ルーマニア、ウクライナを巡業し、西に戻りポーランド、ボヘミア(のちのチェコ)、ドイツ、ベルギーを巡業した。
1894年頃、厳しい不況によりチケット売り上げが落ちていった。綿花の水害や不景気で南部を巡業することが困難となり、バッファロー・ビルは財政難の瀬戸際となった。その直後、財政立て直しをはかり、騙されてショーの売却、いち従業員への格下げ、セルズ・フロト・サーカスの出し物のひとつとなってしまった。以降、衰退の一途をたどり、1913年、破産宣告となった。

### ラインナップ

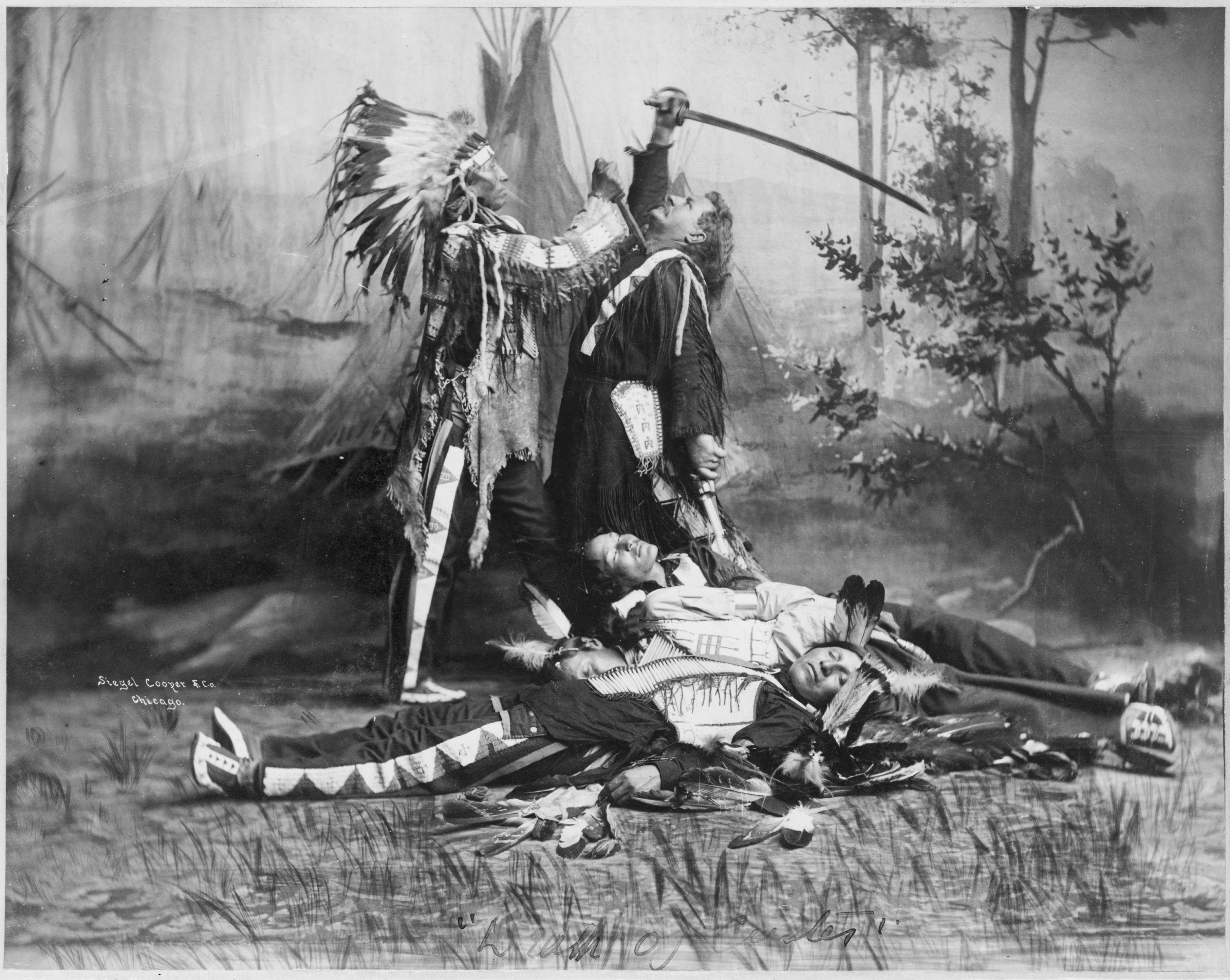
リトルビッグホーンの戦いにおけるジョージ・アームストロング・カスターの最期の再現。1905年頃

ショーのラインナップは歴史上のできごとの再現に、射撃、狩猟、レース、ロデオを組み込み、ショー的要素を高めたものであった。1作品の上演時間は3-4時間で、1日に何千人もの観客が来場した。第1合衆国義勇騎兵隊の再現の出演者の多くを含む乗馬のパレードに始まり、多数の一般観客も巻き込んでいた。
バイソン狩り、列車強盗、インディアン戦闘再現などの出し物のほか、インディアンが入植者の住居を襲撃するのをバッファロー・ビル、カウボーイ、メキシコ人らが撃退する「Attack on the Burning Cabin」が主にグランド・フィナーレで上演された。リトルビッグホーンの戦いやサンファンヒルの戦いにおける入植者からの視点を基にしたフィクションなども上演された。"Custer's Last Stand"としても知られるリトルビッグホーンの戦いの再現では、バック・テイラーがジョージ・アームストロング・カスターを演じた。この戦いの中で、カスターおよびその指揮下の兵士が全滅した。カスターの没後、バッファロー・ビルが登場するが時すでに遅く、バッファロー・ビルはカスターの死の復讐としてイエロー・ヘア(またはイエローハンド)の頭皮を剥ぎ、「カスターに捧ぐ最初の頭皮」と名付けた。
通常、射撃競争や、小銃、散弾銃、回転式拳銃を使用した射撃技術の披露が作品に織り込まれた。多くの出演者が高い射撃技術を持っていたが、多くが特級射手であった。
ロデオにおいて、リー・マーティンのようなカウボーイはブロンコを投げ縄で捕獲し乗りこなすのを見世物としていた。ブロンコは騎手を振り落とそうとするような荒々しい馬である。ほかにラバ、バッファロー、テキサス牛、アメリカアカシカ、シカ、クマ、ヘラジカなどの野生動物も登場した。また、希少なバッファローの群れを伴い、フロンティアを模した舞台で狩猟のデモンストレーションも行なった。
また、カウボーイ、メキシコ人、インディアンなどによる異人種間レース、インディアンとインディアン・ポニーによる100ヤードレース、スー族の少年と鞍なしのインディアン・ポニーとのレース、メキシコのサラブレッド同士のレース、女性騎手のレースなど様々なレースも披露された。

## その他のショー

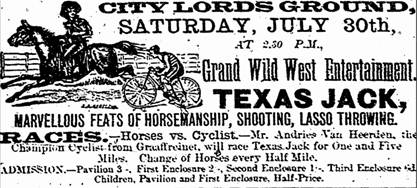
ウィル・ロジャースと共に南アフリカを巡業したテキサス・ジャックのワイルド・ウエスト・ショー。

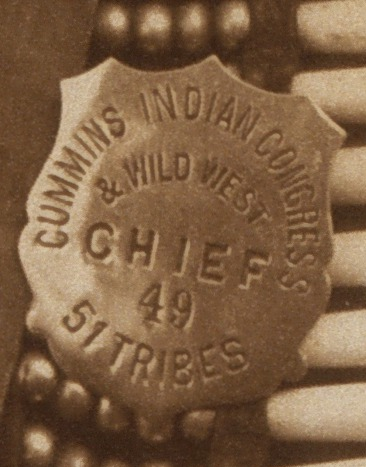
チーフ・レッド・スターのバッジ

次第にワイルド・ウエスト・ショーはビー・ホー・グレイ版、テキサス・ジャック版、ポーニー・ビル版、ジョーンズ・ブロス版、クミンズ・インディアン・コングレス版、バックスキン・ジョー・ホイト版など様々な形に発展していった。
101レンチ版ではステア・レスリングの名手ビル・ピケットやその兄弟で「アフリカ生まれのインディアン」と謂われたヴォーター・ホールなどのアフリカ系アメリカ人が出演していた。

## 出演者

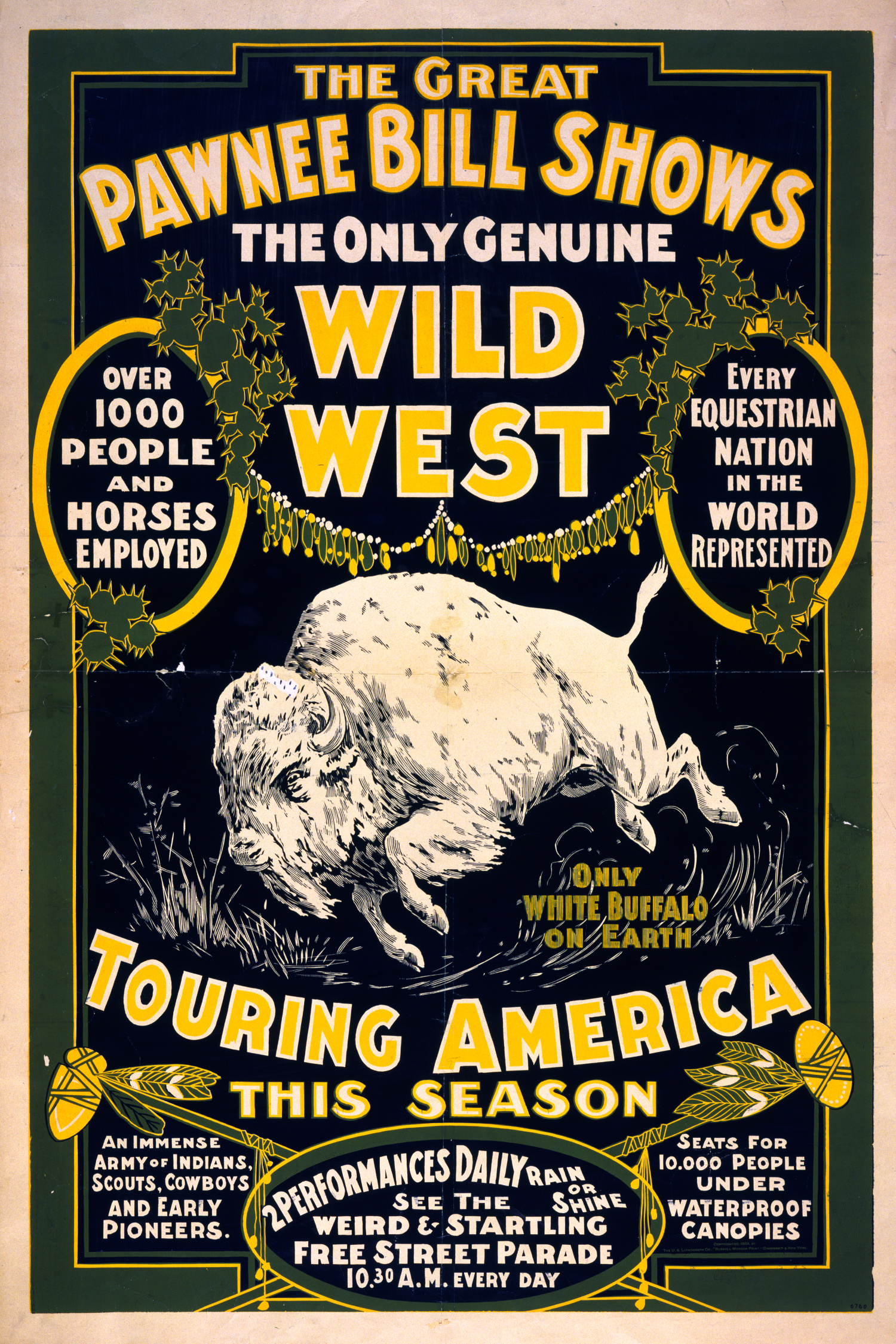
1903年、「The Great Pawnee Bill Shows」のポスター

ワイルド・ウエスト・ショーの1回の公演でカウボーイ、スカウト、インディアン、ミリタリー、メキシコ人ほか様々な人種など約1,200名、およびバッファローやテキサスロングホーンなど多くの動物が出演していた。著名な出演者にはウィル・ロジャース、トム・ミックス、ポーニー・ビル、ジェイムズ・ローソン、ビル・ピケット、ジェス・ウィラード、メキシカン・ジョー、キャプテン・アダム・ボガダス、バック・テイラー、ラルフ&ナン・ローズ、アントニオ・エスキベル、キャプテン・ウォーターマンおよび調教バッファロー、ジョニー・ベイカーなどがいる。ジョニー・ベイカーは「カウボーイ・キッド」と呼ばれ、アニー・オークレイと共演していた。著名なカウボーイに「ファースト・カウボーイ・キング」バック・テイラー、ブロンコ・ビル、「ザ・ローパー」ジェイムズ・ローソン、ビル・バロック、ティム・クレイトン、コヨーテ・ビル、ブライディ・ビルなどがいた。
また多くの女性出演者もおり、観客を魅了していた。アニー・オークレイは射撃ショーにおいて15歳でプロの射撃手フランク・バトラーを打ち負かしたことで頭角を現した。オークレイはワイルド・ウエスト・ショーに16年間出演し続けた。ショーでは「飛ぶ鳥を落とす無双の女性射撃手」と呼ばれていた。
カラミティ・ジェーンはフロンティアを生き抜いた女性として数々の武勇伝が残っているが、その多くは自身の作り話である。ショーでは卓越した乗馬、ライフル、リボルバーの技術を披露していた。1902年、飲酒を伴う喧嘩により解雇されたとされている。

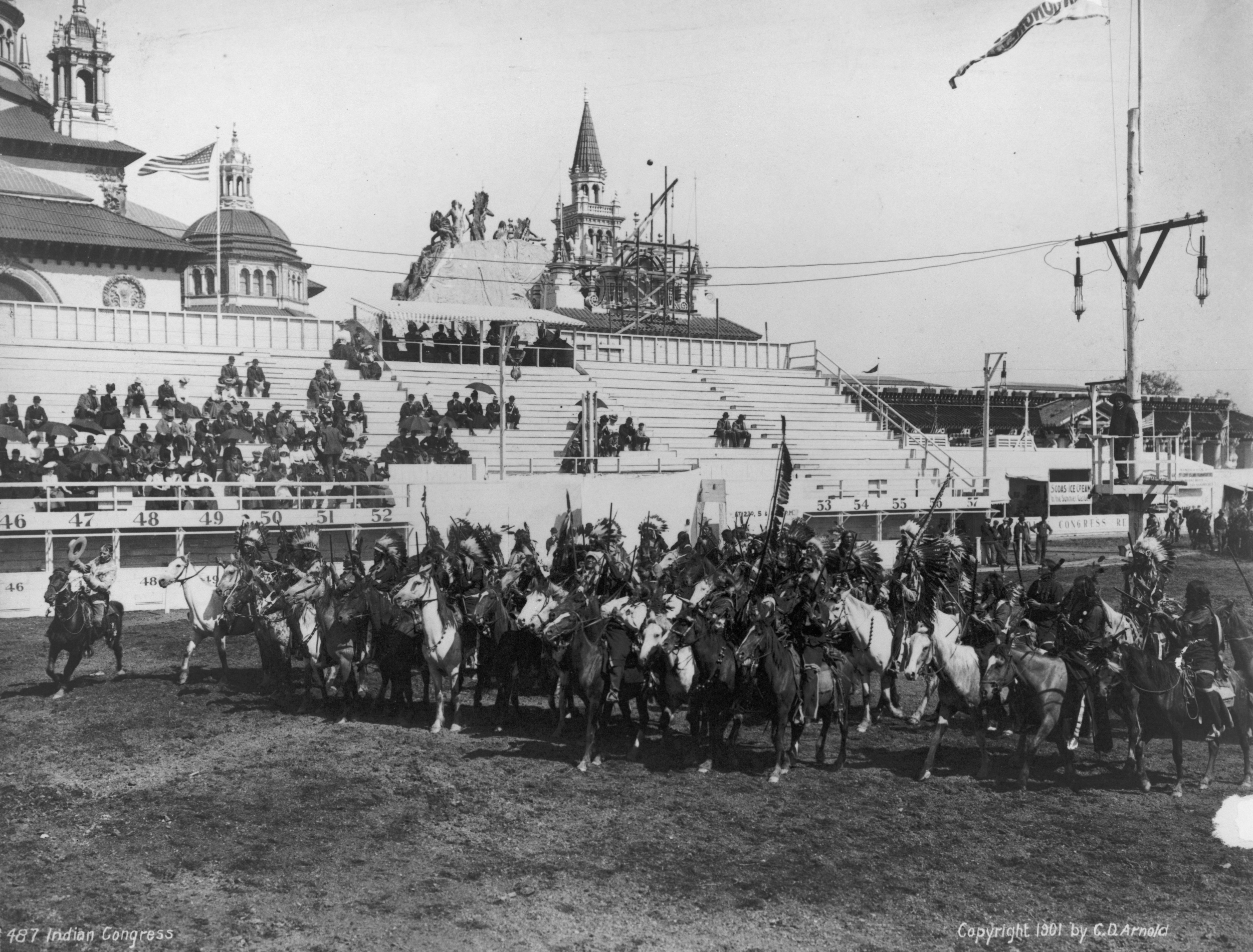
1901年頃、ニューヨーク州バッファローにて。「Cummins Indian Congress and Wild West Show」で乗馬するネイティブ・アメリカンの集団

女性ではほかにティリー・ボールドウィン、メイ・リリー、ルシル・マルホール、リリアン・スミス、ベシー&デラ・フェレル、ルーラ・フォアポー・フィッシュ、ケンプ・シスターズ、そして司会としてテキサス・ローズが出演していた。
ラコタなどの多くのプレーンズ・インディアンが「ショー・インディアンズ」と呼ばれる役者として出演していた。インディアン・レースや歴史的戦いの再現などのコーナーに出演しており、しばしば残虐で野蛮に描かれ白人を襲う演技をしていた。ショーでは一般的にネイティブ・アメリカンは未開人で奇妙な儀式をし、残虐で暴力的に描かれていた。ネイティブ・アメリカンの女性は伝統的でなく実際には着用されていなかった露出度の高い丈の短い皮の衣装や男性の羽根の被り物、胸当てなどを着用していた 。また「スー族のゴースト・ダンス」と呼ばれる演目にも出演していた。
シッティング・ブルがワイルド・ウエスト・ショーに短期間参加し、オークレイと共に主演した。出演時、シッティング・ブルは酋長としてグロバー・クリーブランド大統領に紹介された。シッティング・ブルはバッファロー・ビルと親しい友人となり、ショーを降板する際、価値のある馬を贈られた。
ネイティブ・アメリカンの出演者には他にレッド・クラウド、チーフ・ジョセフ、ジェロニモ、モードック戦争の偵察者ドナルド・マッケイなどがいる。

## 影響およびレガシー
このようなウェスタン・ショーにより、西部劇系エンターテイメントに関心が高まった。現在でも映画、ロデオ、サーカスなどにその影響がみられる。1903年に初の本格的西部劇映画とされる『大列車強盗』が公開されて以降、多数の作品が制作された。1960年代にヨーロッパで制作されたアメリカ西部劇であるマカロニ・ウェスタンが有名である。

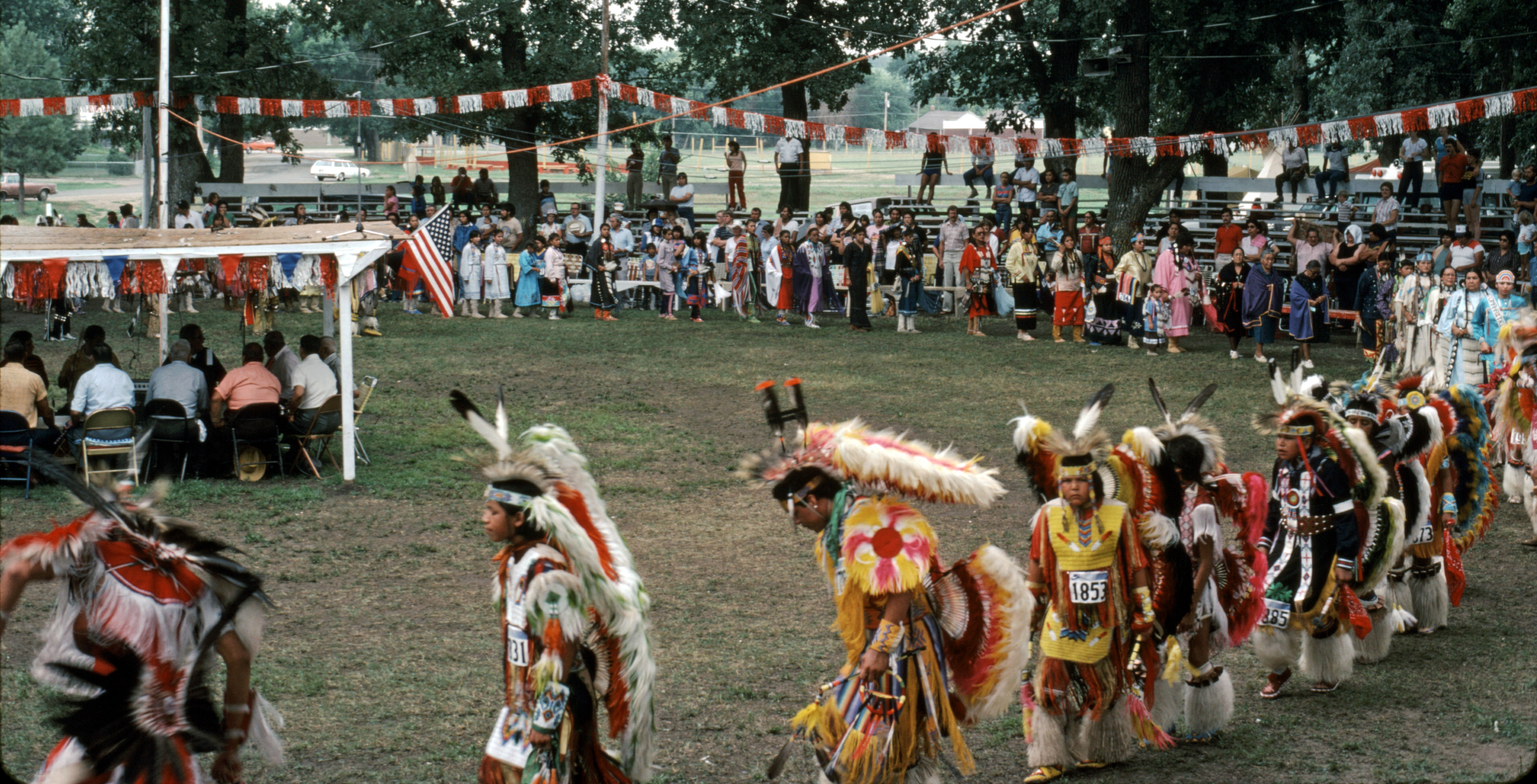
ネイティブ・アメリカンによる現代のパウワウ文化

ワイルド・ウエスト・ショーでカウボーイが披露していたように、現代でもロデオが開催されている。現代でもネイティブ・アメリカンによる西部劇は映画、パウワウ、ショー、ロデオに取り上げられている。欧米ではパウワウ文化などネイティブ・アメリカンへの関心は未だ根強い。パウワウは非公開の場合もあるが、乗馬、儀式的舞踏、伝統食、芸術、音楽、民芸品など、ネイティブ・アメリカンの伝統文化を見学できる場合もある。
スミソニアン協会による国立アメリカ歴史博物館の歴史写真コレクションにガートルード・ケイゼビアーらによる写真が所蔵されているなど、ネイティブ・アメリカンのワイルド・ウエスト・ショーでの活動を保存する複数の国家プロジェクトが行なわれている。
ペンシルベニア州カーライルにあるカンバーランド郡歴史協会のカーライル・インディアン・スクール・リソース・センターはカーライル・インディアン学校の膨大な資料や写真を所蔵している。2000年、カンバーランド郡250周年委員会は様々な種族のネイティブ・アメリカンらと共にカーライル・インディアン学校の生徒や歴史を記念するパウワウを開催した。

## 日本からの出演
日本からも出演したことがある。